# رودنیکی (باشقیرستان)
رودنیکی (انگلیسی: Rudniki, Republic of Bashkortostan) یک شهرک در شهرستان بیژبولیاکسکی باشقیرستان کشور روسیه است.